# Фанга
Фанга́ (рос. Фанга, башк. Фәнгә) — присілок (у минулому селище) у складі Татишлинського району Башкортостану, Росія. Входить до складу Кальтяєвської сільської ради.
Населення — 2 особи (2010; 15 у 2002).
Національний склад:
- башкири — 100 %